# Ratpoison
Ratpoison - minimalistyczny menedżer okien dla X Window System. Jest rozpowszechniany na licencji GPL. Jego interfejs i zachowanie zostały zainspirowane przez GNU Screen. Pozwala on zarządzać oknami bez użycia myszy, stąd jego nazwa. Okna wyświetlane za pomocą Ratpoison nie posiadają dekoracji.